# Pithiviers-le-Vieil
 Pithiviers-le-Vieil  es una población y comuna francesa, situada en la región de Centro, departamento de Loiret, en el distrito de Pithiviers y cantón de Pithiviers.

## Demografía
| 1422 | 1391 | 1445 | 1677 | 1713 | 1823 |
| Para los censos de 1962 a 1999 la población legal corresponde a la población sin duplicidades (Fuente: INSEE [Consultar]) |      |      |      |      |      |